# Rambouillet

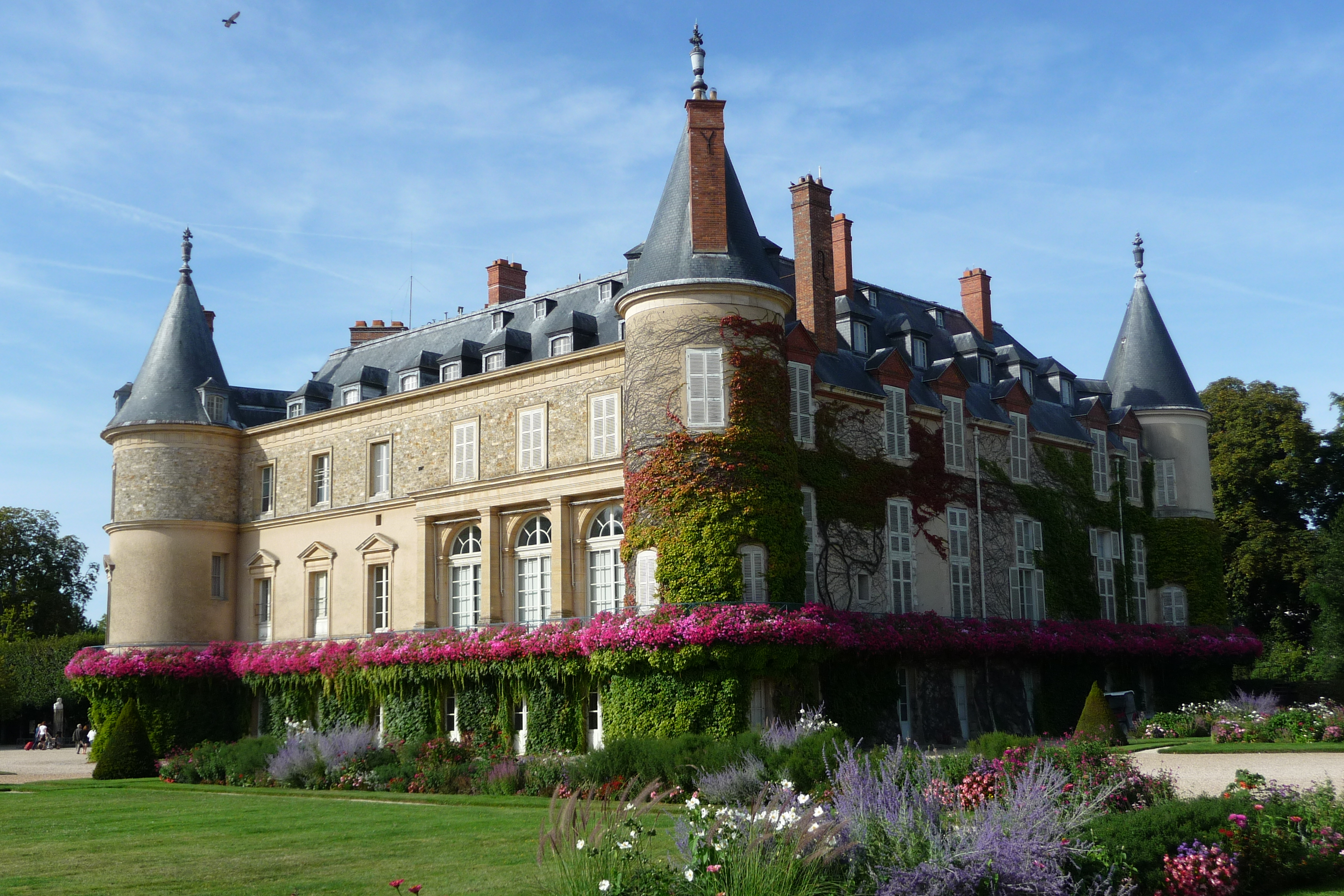
Slottet i Rambouillet.

Rambouillet är en kommun i departementet Yvelines i regionen Île-de-France i norra Frankrike. Kommunen ligger i kantonen Rambouillet som tillhör arrondissementet Rambouillet. År 2022 hade Rambouillet 27 145 invånare.
Rambouillet är beläget i Rambouilletskogen sydväst om Paris.

## Befolkningsutveckling
Antalet invånare i kommunen Rambouillet
| Referens: INSEE |